# 君たちがいて僕がいる
『君たちがいて僕がいる』（きみたちがいて、ぼくがいる）は、フジテレビジョン系列の「金曜ドラマシアター」にて放映されたテレビドラマ。全2作が放映された。

## キャスト
- 藤原千十郎：渡辺謙

腕利きの実演販売人。巧みな商品説明で通行人の足を止めさせ、「君たちがいて僕がいる」の決めゼリフで客の堅い財布の紐を緩めさせる。競艇狂いが玉に瑕。バツイチ。第1作では、最初の数日でも売上は伸びず、強面を民人に指摘され、それを緩和するためにディズニー作品（ダンボ・わんわん物語）のビデオを勧められ、鑑賞。以降本来の実演販売のウデを徐々に見せ始める。
- 富田民人：石黒賢

前橋市の小さな商店街で家業の理髪店を経営している。かつて東京で千十郎の実演販売に出逢って不必要なものを買わされてしまったが、千十郎の実演販売の腕に惚れ込んでしまう。第1作ラストで、千十郎に弟子入りを志願し勝手に行動を共にしてしまう。
- 富田呼子：森口瑤子

民人の妻。第2作では民人の留守の理髪店を守っているが、民人のあとを追い、仙台へ来る。
- 八代：沼田爆

千十郎の実演販売の商品の問屋の主人。

## 放映リスト
第1弾：1992年4月17日放映
舞台は前橋市のはずれの小さな商店街。商店街は、近くにできた大きなデパートに客足をとられ窮地に立たされていた。商店街の理髪店の主人・民人は、かつて東京で出逢った実演販売人の千十郎を呼び寄せて、連日商店街入口で実演販売をして客足の流れを変えようと考えた。民人は東京に向かい、千十郎を探し当てた。民人の執念に負け、千十郎は商店街に力を貸すこととなったが･･･
- ロケ協力：前橋市弁天通商店街、前橋市観光協会　ほか
- ゲスト：荻野目慶子（明智いさ子）、佐藤B作（明智光秀）、塩見三省（千石デパート社長）、有川博、中西良太、久保晶、山崎大輔、鳥居紀彦（明智健一）、ドン貫太郎、小川美那子、村野友美、伊藤俊人、山口真司、小林隆、伊藤昌一、水森コウ太、豊田一也、梶原善、甲本雅裕、青木和代、小原雅人、羽根田陽一、岡部務、東京コミックショー、堀裕晶、荻野純一、峯島廣太、岡田邦一、阿南健治

第2弾：1992年12月4日放映
千十郎と、勝手に押しかけ弟子となった民人は、仙台ターミナルビルで実演販売に勤しんでいた。ところが、ビル側の販売促進部長が交代となり、新任の部長が、駅ビルの新イメージのため実演販売の全面終了を申し渡した。実演販売人の仲間たちを助けるべく、千十郎が立ち上がる。
- サブタイトルは「"奥さん、ちょっと見て見て！"実演販売人、仙台駅前の決闘」
- ロケ協力：東日本旅客鉄道株式会社東北地域本社、仙台ターミナルビル、ホテルメトロポリタン仙台、S-PAL　ほか
- ゲスト：河原崎長一郎（日下）、小高恵美（平井みち子）、小野みゆき（加賀敏子）、市川勇（前田）、坂本あきら、一橋荘太朗（藤原の乗ったタクシーの運転手）、須永慶（杉部長）、柏木隆太、高柳葉子、山崎満、田中成佳、清野努、渡辺文

## オールスタッフ
- 脚本：三谷幸喜
- 演出：鈴木雅之(1)、佐藤祐市(2)
- 音楽：石田勝範
- 演出補：木下高男(1)、近藤杉雄(2)
- 技術協力：バスク
- 美術協力：フジアール
- プロデュース：関口静夫
- 制作：フジテレビ、共同テレビジョン